# Pagamea sessiliflora
Pagamea sessiliflora är en måreväxtart som beskrevs av Richard Spruce och George Bentham. Pagamea sessiliflora ingår i släktet Pagamea och familjen måreväxter. Inga underarter finns listade i Catalogue of Life.